# Mag (powieść Jeffery’ego Deavera)
Mag (ang. The Vanished Man) – powieść Jeffery’ego Deavera, piąta część serii, w której pojawia się Lincoln Rhyme i Amelia Sachs. W Polsce wydana w 2005 roku. Znana także w skróconej wersji pod tytułem Znikający człowiek w zbiorze „Książki wybrane” wydawnictwa Reader’s Digest.

## Fabuła
Kryminalistyk Lincoln Rhyme i jego współpracownica, Amelia Sachs przyjmują sprawę związaną ze sztuką magiczną. W prestiżowej, nowojorskiej szkole muzycznej ginie studentka, a jej morderca dosłownie rozpływa się w powietrzu. Wkrótce pojawiają się kolejne trupy. Parze detektywów pomaga początkująca iluzjonistka Kara. Tymczasem dla Amelii, rozwiązanie tej sprawy, może oznaczać awans na stopień sierżanta.